# Chlorophyta
Pour l' arbre phylogénétique, voir Chlorophyta (classification phylogénétique).
Division
Les Chlorophytes (Chlorophyta) sont une division des Plantae. Elles comprennent une partie de ce que l’on appelle communément algues vertes.

## Classification

### Position systématique classique
Les Chlorophytes, au sens large, constituent l'un des 14 embranchements (ou divisions) du règne végétal (Plantae), parfois plutôt classé dans un règne des Algues (Algae) qui comprend aussi par ailleurs des protistes dont il ne sera pas question ici (⇒ voir article Algue).

### Position phylogénétique
Elles sont divisées en deux groupes : d'une part les Chlorophyta stricto sensu, qui constituent au sein des plantes vertes un groupe monophylétique, et d'autre part les Charophyta, groupe paraphylétique situé à la base de l'autre branche, les Streptophyta, comportant également les plantes terrestres.

### Classification du groupe
- la classe des Chlorophycées (Chlorophyceae) ;
- la classe des Ulvophycées (Ulvophyceae) ;
- la classe des Pleurastrophycées, devenues récemment[Quand ?] Trébouxiophycées (Trebouxiophyceae) ;

Ces trois classes forment vraisemblablement un groupe monophylétique, parfois nommé chlorophyte clade (Lewis et McCourt) quoique ce dernier terme désigne couramment les seules Ulvophycées.
- la classe des Prasinophycées (Prasinophyceae), aujourd'hui[Quand ?] regardée comme le grade primitif, paraphylétique, des Chlorophytes ;
- la classe des Pédinophycées (Pedinophyceae) récemment[Quand ?] séparée de la précédente ;
- la classe des Charophycées (Charophyceae), phylogénétiquement plus proche des Embryophytes que des autres Algues vertes (⇒ voir article Streptophyta), et elle aussi paraphylétique.

## Liste des classes et des sous-divisions
Selon AlgaeBase (21 juillet 2017) :

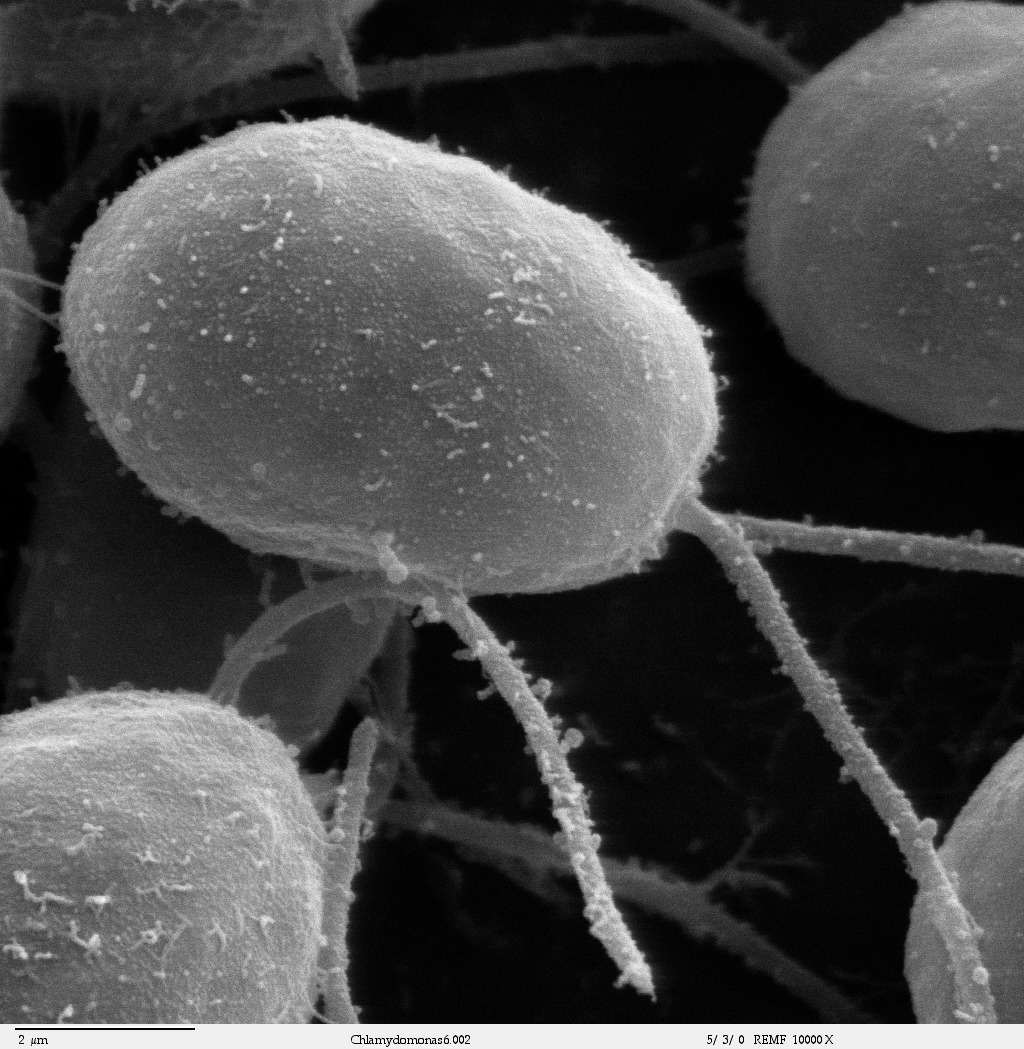
Une algue de la classe des Chlorophyceae : Chlamydomonas (grossie ×10000)

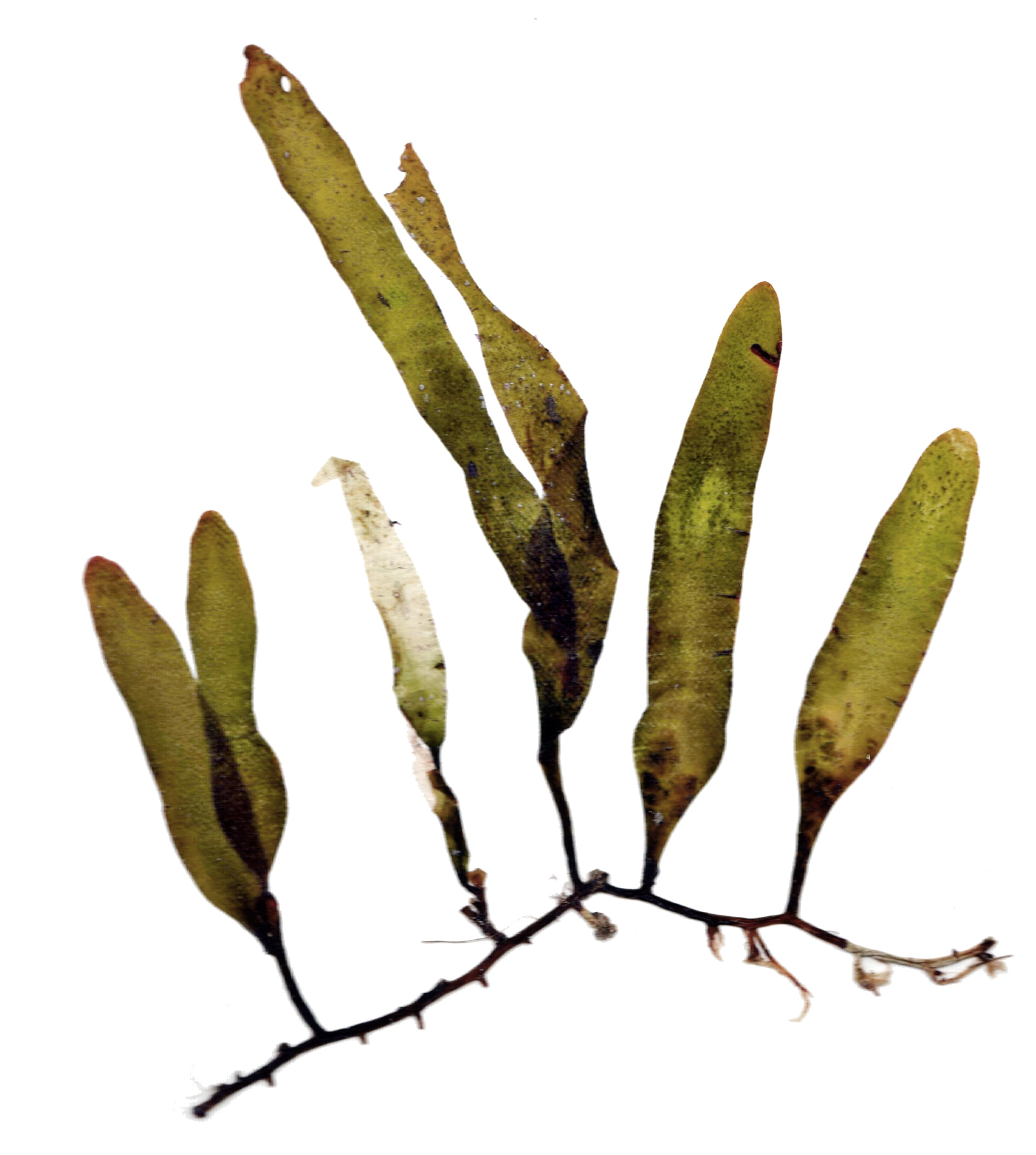
Une algue de la classe des Ulvophyceae : Caulerpa prolifera

- classe des Chlorophyta incertae sedis
- classe des Palmophyllophyceae Leliaert et al.
- sous-embranchement des Chlorophytina
  - classe des Chlorodendrophyceae Massjuk
  - classe des Chlorophyceae Wille
  - classe des Pedinophyceae Moestrup
  - classe des Trebouxiophyceae Friedl
  - classe des Ulvophyceae K.R.Mattox & K.D.Stewart
- sous-embranchement des Prasinophytina
  - classe des Mamiellophyceae Marin & Melkonian
  - classe des Nephroselmidophyceae T.Cavalier-Smith
  - classe des Pyramimonadophyceae

## Une origine probablement océanique
En février 2020, les plus anciens fossiles d'algues vertes nommées Proterocladus antiquus, qui vivaient dans un océan peu profond, restes datés d'un milliard d'années, ont été découverts dans la province du Liaoning, en Chine<. Toutes les plantes terrestres, jusqu'aux plus grands arbres, auraient évolué à partir des plantes aquatiques qu'étaient les algues.  Selon une étude parue dans la revue Nature Ecology & Evolution la découverte de Proterocladus antiquus plaide en faveur d'une origine océanique des algues vertes, contre l'hypothèse selon laquelle les algues vertes aquatiques seraient d'abord apparues dans des environnements d’eau douce - lacs ou rivières -, avant de coloniser l’océan et toute la surface terrestre.

## Génie génétique
En 2016, trois chercheurs (chinois, allemand et égyptien) ont démontré qu'il est possible en laboratoire de fusionner les protoplastes d'espèces d'algues différentes et de provoquer une recombinaison génétique ; le phénomène a été expérimenté entre Haematococcus pluvialis (Chlorophyta) et Ochromonas danica (Chrysophyta).